# Костюк, Юрий Ильич
Юрий Ильич Костю́к (род. 2 октября 1977, Беличи, Волынская область) — украинский лыжник, чемпион паралимпийских игр.

## Биография
Юрий Ильич Костюк родился 10 февраля 1977 года в селе Беличи. В 17 лет перенёс тяжёлую травму позвоночника, которая приковала его к инвалидной коляске.

## Спорт
Несмотря на травму, стал заниматься различными видами спорта: пауэрлифтингом, спортивным ориентированием, настольным теннисом. После Зимних Параолимпийских игр в Нагано увлёкся лыжными гонками. В 2001 году выполнил норматив Мастера спорта международного класса по биатлону. В настоящее время тренируется под руководством Валерия Казакова и Владимира Гащина.

### Спортивные достижения
- Бронза — Зимние Параолимпийские игры 2006 года (лыжные гонки, 10 км.)
- Серебро — Зимние Паралимпийские игры 2006 года (биатлон, 7,5 км.)
- Золото — Зимние Паралимпийские игры 2006 года (лыжные гонки, 15 км.)
- Серебро — Зимние Паралимпийские игры 2006 года (лыжные гонки, 5 км.)
- Серебро — Зимние Паралимпийские игры 2010 года (биатлон, 2,4 км)
- Серебро — Зимние Паралимпийские игры 2010 года (лыжные гонки, эстафета 1x4 км + 2x5 км)

## Награды
- Орден «За заслуги» III степени